# Spilocuscus nudicaudatus
Spilocuscus nudicaudatus is een zoogdier uit de familie van de koeskoezen (Phalangeridae). De wetenschappelijke naam van de soort werd voor het eerst geldig gepubliceerd door John Gould in 1850.

## Uiterlijke kenmerken
De soort heeft een zilvergrijze vacht, waarbij de mannetjes crèmekleurige vlekken hebben. De vrouwtjes zijn egaal gekleurd. De soort heeft een kop-romplengte van 41-58 cm, een staart van 38-49 cm en weegt 3-6 kilogram.

## Taxonomie
De soort werd lang als ondersoort van de gevlekte koeskoes (Spilocuscus maculatus) gezien, maar wordt sinds 2015 als aparte soort beschouwd.

## Voorkomen
De soort komt voor op het Kaap York-schiereiland in Australië.